# Калмыцкий государственный драматический театр имени Баатра Басангова
Национальный драматический театр имени Баатра Басангова — профессиональный калмыцкий драматический театр, находящийся в Элисте (Калмыкия) на улице Аксёна Сусеева, 21. Театр назван именем калмыцкого писателя и драматурга Баатра Басангова.

## История
В 1927 году в Астрахани была открыта первая в истории калмыцкая драматическая студия, на основе которой был организован передвижной калмыцкий театр. Первая театральная постановка этого театра с участием 300 студентов «Улан Сар» была показана в Москве. В январе 1932 года в Саратове был организован техникум национального калмыцкого искусства, который готовил калмыцких артистов.
Современный Калмыцкий драматический театр был основан в 1936 году. 21 апреля 1936 года Калмыцкий обком ВКП(б) принял постановление «Вопросы организации Калмыцкой национальной студии в г. Элисте». 25 мая 1936 года Союз писателей Калмыкии приступил к подготовке пьес для репертуара калмыцкой труппы и переводу на калмыцкий язык пьес Уильяма Шекспира, Александра Грибоедова, Александра Островского. С открытия театра в 1936 году до начала 1937 года первым директором театра был будущий народный поэт Калмыкии Санджи Каляев.
5 ноября 1936 года состоялось открытие театра постановкой спектакля Өнчи бөк («Борец-сирота») авторства калмыцкого поэта Хасыра Сян-Белгина.
В 1937 году при театре был образован калмыцкий национальный хор и оркестр народных инструментов.
В 1938 году в театре была образована русская труппа.
В 1942 году театр был эвакуирован в Актюбинск. Во время Великой Отечественной войны театр гастролировал с постановками в прифронтовых районах. С декабря 1943 года во время депортации сотрудники театра были сосланы в Сибирь. Театр выступал в это время в местах спецпоселений калмыков. В 1957 году калмыки были реабилитированы, и с 1958 года театр возобновил свою работу в Элисте. С 1958 по 1962 годы директором театра был калмыцкий поэт и артист Михаил Хонинов.
В 1961 году театру было присвоено имя калмыцкого писателя и драматурга Баатра Басангова.

## Премьеры театра
- 28 февраля 1938 года — премьера комедии Баатра Басангова «Чууча»[4];
- 29 октября 1938 года — премьера спектакля по пьесе Максима Горького «Враги» (перевод Константина Эрендженова)[5];
- 5 мая 1939 года — премьера первой калмыцкой одноактной оперы Җирhл («Счастье») по либретто Церена Леджинова[6];
- 24 августа 1959 года — премьера спектакля Баатра Басангова Кенз байн («Запоздалый богач»)[7];
- 8 марта 1966 года — премьера первой калмыцкой музыкальной комедии Алексей Балакаева Элстин вальс («Элистинский вальс»)[8];
- 12 декабря 1967 года — возобновлена постановка пьесы Баатра Басангова «Страна Бумба»[9];
- 25 октября 1968 года — премьера спектакля «Буря в степи» по повести Антона Амур-Санана;
- 19 марта 1969 года — премьера спектакля «Свадьба» по пьесе Алексея Балакаева[10];
- 24 октября 1970 года — премьера спектакля Маниг Ленин дуудла ("Воззвание Ленина) по пьесе Санджи Каляева[11];
- 20 ноября 1971 года — премьера спектакля Правительственн даалhвр («Правительственное задание») по пьесе Алексея Балакаева[12];
- 24 ноября 1973 года — премьера спектакля Чик чаалh («Верный путь») по одноимённой книге Басанга Дорджиева;
- 18 января 1974 года — премьера спектакля Экин зүркн («Сердце матери») по пьесе Алексея Балакаева[13];
- 23 мая 1974 года — премьера спектакля «И назовёт меня …» по произведениям А. С. Пушкина[14];
- 6 марта 1975 года — премьера спектакля «Бессмертие» по пьесе Боси Сангаджиевой[15];
- 15 марта 1977 года — премьера спектакля «Боова» по одноимённой повести Морхаджи Нармаева[16];
- 28 января 2012 года — премьера музыкальной комедии «Шарка + Барка» по пьесе народного поэта Калмыкии Веры Шуграевой[17].

## В настоящее время
Основу репертуара Калмыцкого драматического театра в настоящее время составляют постановки на калмыцком и русском языках.
В ноябре 2011 года к Калмыцкому драматическому театру был присоединён театр юного зрителя «Джангар».

## Известные сотрудники
- Бадма Джимбеев — создатель калмыцкой песни «Нюдля»
- Дорджин, Сангаджи-Гаря Оджакаевич (1941—1943), заведующий музыкальным отделом, заслуженный артист Калмыцкой АССР
- Нахимовская, Ася Ефимовна (1961—1997), актриса, заслуженная актриса Калмыцкой АССР
- Сасыков, Александр Тимофеевич (1963—1996), актёр, народный артист РСФСР
- Яшкулов, Сергей Борисович — актёр, заслуженный артист РСФСР

## Источник
- История калмыцкой литературы, Академия наук СССР, Элиста, Калмыцкое книжное издательство, 1980, стр. 403—431
- Календарь знаменательных и памятных дат на 2016 год/ 2016 Җилин ончта өдрмүдин лит, М-во культуры и туризма РК, Национальная библиотека им. А. М. Амур-Санана; сост. В. В. Сангаджиева; ред. О. Е. Аргунова; отв. за изд. Н. Б. Уластаева. — Элиста, 2015, стр. 26